# Campylotropis argentea
Campylotropis argentea är en ärtväxtart som beskrevs av Anton Karl Schindler. Campylotropis argentea ingår i släktet Campylotropis och familjen ärtväxter. IUCN kategoriserar arten globalt som otillräckligt studerad. Inga underarter finns listade i Catalogue of Life.